# Terminationsschritt
Der Begriff Terminationsschritt wird sowohl in der Biologie als auch in der Chemie bei der Bildung von Makromolekülen verwendet. Die weitere Kettenverlängerung eines Makromoleküls  wird durch den Terminationsschritt verhindert.

## Biologie
Als Translation wird in der Biologie die Synthese von Proteinen in den Zellen lebender Organismen bezeichnet, die nach Vorgabe genetischer Information an den Ribosomen abläuft (siehe auch Proteinbiosynthese). Bei Prokaryoten ist das Ende der Translation (die Termination) erreicht, wenn eines der Stoppcodons UAG, UAA oder UGA in der A-Stelle des Ribosoms auftaucht. Da es in der Zelle keine passende tRNA für diese Codons gibt, stoppt dann die Translation.

Die Beendigung der Synthese einer mRNA wird Transkriptionstermination genannt.

## Chemie
Die Beendigung einer radikalischen Kettenreaktion (z. B. Kettenpolymerisation) durch die Dimerisierung zweier Radikale 1a und 1b unter Entstehung einer nichtradikalischen Verbindung 2 wird Terminationsschritt genannt:

### Niedermolekulare Moleküle
Der Terminationsschritt durch die Rekombination von zwei Radikalen ist nicht auf die Bildung von Makromolekülen beschränkt. Auch bei anderen Radikalreaktionen – wie der Photobromierung von Ethan und anderen Alkanen – wird die Dimerisierung zweier Radikale als Terminationsschritt bezeichnet.